# スタン・ファルクス
スタン・ファルクス（Stan Valckx、1963年10月20日 - ）は、オランダ出身の元サッカー選手である。現役時代のポジションはDF。
出身地のクラブ、VVVフェンローのユース組織からトップチームへ昇格してプロデビューを果たした。1988年にPSVアイントホーフェンへ移籍すると同時にセンターバックのレギュラーを獲得し、1990年にはオランダ代表へと初招集された。1992年からはスポルティングCPでプレー。94年Ｗ杯アメリカ大会ではロナルド・クーマン、フランク・デ・ブールと3バックを形成、4試合にフル出場を果たした。Ｗ杯終了後、1994-95シーズン半ばで古巣PSVに復帰。2000年に現役を引退するまでプレーした。
2009年の年初に上海申花のテクニカルディレクターに就任。2010年の夏からはヴィスワ・クラクフのテクニカルディレクターを務めている。

## 選手経歴
- 1983-1988  VVVフェンロー
- 1988-1992  PSVアイントホーフェン
- 1992-1994  スポルティング・クルーベ・デ・ポルトゥガル
- 1994-2000  PSVアイントホーフェン